# 黃彥鴻
黃彥鴻（1866年—1923年），一名宗爵，字芸溆，号金墩，福建省臺北府淡水縣人，清朝政治人物、進士出身。
光緒二十四年（1898年），参加光緒戊戌科殿試，登進士二甲85名。同年五月，改翰林院庶吉士。光緒二十九年四月，散館，授翰林院編修，官至軍機章京行走。曾與林琴南同事吳航謝枚如（長樂謝章鋌）師。

## 家族
父亲黄玉柱。兄黄彦威，名宗鼎，字樾漵，为北京市文史研究馆馆员；侄子黄畲、黄正襄。长子黄浚，字哲维，号秋岳；次子黄濟，字春帆；三子早夭；四子黃溥；五子黃瀚；長女黃安禮，曾任倫敦中國大使署三等秘書；次女早夭，病故北京協和醫院。侄孙黄均（黄晋长子）为中央文史研究馆馆员。